# Municipio de Sand Creek (Kansas)
El municipio de Sand Creek (en inglés: Sand Creek Township) es un municipio ubicado en el condado de Meade en el estado estadounidense de Kansas. En el año 2010 tenía una población de 38 habitantes y una densidad poblacional de 0,14 personas por km².

## Geografía
El municipio de Sand Creek se encuentra ubicado en las coordenadas 37°4′4″N 100°11′6″O / 37.06778, -100.18500. Según la Oficina del Censo de los Estados Unidos, el municipio tiene una superficie total de 272.3 km², de la cual 272,21 km² corresponden a tierra firme y (0,03 %) 0,08 km² es agua.

## Demografía
Según el censo de 2010, había 38 personas residiendo en el municipio de Sand Creek. La densidad de población era de 0,14 hab./km². De los 38 habitantes, el municipio de Sand Creek estaba compuesto por el 100 % blancos. Del total de la población el 0 % eran hispanos o latinos de cualquier raza.